# Coleoxestia tupunhuna
Coleoxestia tupunhuna là một loài bọ cánh cứng trong họ Cerambycidae.